# Joachim Neander
Johann Joachim Neander, född 1650 i Bremen, Tyskland, död 31 maj 1680 i Bremen, var en tysk predikant och psalmförfattare. Han var barnbarn till en musiker och son till en latinlärare. Under åren 1666-1670 studerade han teologi på universitetet i sin födelsestad. Egentligen hade Neander önskat börja sina universitetsstudier på en annan ort, men då hans far nyligen hade dött fanns ingen ekonomi för detta önskemål. Först efter att han i Bremen fått höra en predikan av Theodor Undereyk, strax innan denne avslutade sina studier där, fick Neander lusten att följa den livsbana han blev ämnad för.
Ursprungligen hade släkten hetat Neumann, men hans farfar Joachim Neumann, som också var predikant, ändrade det till grekiska med betydelsen "ny man", vilket roar dagens arkeologer i stora delar av världen och omnämns i deras skrivna publikationer då den yngre Joachim Neander namngivit dalen Neandertal i Nordrhein-Westfalen, där Neandertalmänniskan upptäcktes i augusti 1856. 1671 fortsatte Neander till Heidelberg för att studera vidare, sin försörjning fick han genom att arbeta såsom huslärare till mer väl beställda stadsbor, och två år senare for han vidare till Frankfurt, där han kom i kontakt med de kalvinistiskt influerade pietisterna Philipp Jakob Spener (1635-1705) och Johann Jakob Schütz (1640-1690). Vilka starkt påverkade Neander. Åren 1674-1679 var han rektor för den reformerta latinskolan i Düsseldorf.
Under dessa år, brukade han vandra i en avsides belägen liten dal nära staden Mettmann som följer floden Düssel öster om Düsseldorf, vilken var intill 1800-talet en djup ravin med namnet Das Gesteins mellan klippsprång och skogsavsnitt, med ett stort antal hålor, grottor och vattenfall. Man tror att Neander skrev och sjöng många av sina poem där och ledde religiösa sammankomster och gudstjänster. Under det tidiga 1800-talet ändrade man namnet på den stora Feldhofergrottan i området till Neanderhöhle efter honom. Vid samma sekels mitt, började cementindustrin gräva fram och bryta loss kalksten där, under en sådan utgrävning i en grotta fylld av sand och lera hittades ett neandertalskelett av ett arbetslag, vilket man först trodde var allt från en underutvecklad människa till en död kosack från Napoleonkrigen som härjade i området, men vilket senare, genom Schwalbes grundläggande undersökningar, har blivit det första beviset för en utdöd människoart. Den smala ravinen blev med kalkens framgrävande en vid dal, vilken döptes om till Neanderdalen eller som den heter på tyska Neandertal.
1679 flyttade Neander tillbaka till sin födelsestad, där han arbetade som assisterande präst i Bremens St. Martini kyrka. Hans popularitet med folkliga predikningar gav honom problem med de kyrkliga myndigheterna på högre ort. Året efter hemkomsten blev han allvarligt sjuk och dog på senvåren 1680; dödsorsaken tros ha varit pesten.
Neander är såsom författare till ett 70-tal psalmer, dock mest representerad i flertalet psalmböcker med originalet (möjligen skriven samma år han dog) till den framträdande lovsången Herren, vår Gud, är en konung. Är också representerad i danska Psalmebog for Kirke og Hjem. Psalmerna präglas av subjektiv innerlighet och poetisk fägring, men äger sällan den äldre protestantiska psalmens utpräglade karaktär av församlingssång. Till några av sina psalmer komponerade Neander själv melodier av vilka tre är använda i Johann Christian Friedrich Haeffners koralbok.

## Psalmer
- Du, den hörnsten tonsättning till en ursprungligen engelsk psalmtext
- Gud är mitt ibland oss, alternativ tonsättning enligt melodin till Lina Sandells O du ärans konung. Finns på Wikisource.
- Herren, vår Gud, är en konung, författare. Finns på Wikisource.
- Holy Spirit, once again (1680) nr 344 i The Church Hymn book 1872 i översättning till engelska av Catherine Winkworth (1858).

Neander är representerad med en psalm till i The Church Hymn book 1872, men på grund av tryckfel i registret går det inte enkelt att finna vilken psalm det rör sig om.